# Urvillers
Urvillers é uma comuna francesa na região administrativa de Altos da França, no departamento de Aisne. Estende-se por uma área de 13,69 km². Em 2010 a comuna tinha 680 habitantes (densidade: 49,7 hab./km²).